# چک وردک
چک وردک (به لاتین: Chaki Wardak) یک منطقهٔ مسکونی در افغانستان است که در ولسوالی چک وردک واقع شده‌است. چک وردک ۵٬۰۶۵ نفر جمعیت دارد و ۲٬۱۷۲ متر بالاتر از سطح دریا واقع شده‌است.